# User Equipment
Con User Equipment  (UE) si indica, in ambito UMTS (Universal Mobile Telecommunication System) e LTE, qualunque dispositivo utilizzato direttamente da un utente finale per comunicare connettendosi alla rete di accesso UMTS. Può essere costituito da un telefono cellulare, da uno smartphone, da un computer portatile con un adattatore dati a banda larga, o qualunque altro dispositivo che si connette al Node-B della Stazione Radio Base come specificato nelle specifiche ETSI 125/136-series e 3GPP 25/36-series.
A grandi linee, lo User Equipment corrisponde  al Mobile Station (MS) del sistema GSM.
L'interfaccia radio attraverso la quale un UE si connette ad un Node-B è chiamata Uu.

## Struttura di User Equipment
Lo User Equipment è composto da due parti:
- Il Mobile Equipment (ME) costituisce il terminale fisico su cui sono implementate le funzionalità sia hardware che software che gestiscono i servizi UMTS; Ogni Mobile Equipment è univocamente determinato a livello internazionale dal codice IMEI.
- L'USIM, un circuito integrato che identifica in maniera univoca (attraverso il codice IMSI) l'utente e contiene al suo interno informazioni relative all'utente de alla rete.

Il disaccoppiamento tra USIM e Mobile Equipment permette di poter cambiare il dispositivo fisico con cui ci si connette in maniera abbastanza semplice, venendo riconosciuti dalla rete sempre attraverso la stessa USIM.

## Funzionalità
Un UE gestisce i seguenti compiti:
- Mobility management
- Call control
- Session management
- Identity management

I protocolli corrispondenti sono trasmessi in maniera trasparente attraverso il Node-B (cioè il Node-B non modifica, utilizza o altera l'informazione). Tali protocolli sono anche chiamati protocolli Non Access Stratum.